# لئوتینگه‌ولده
لئوتینگه‌ولده (به هلندی: Leutingewolde) یک منطقهٔ مسکونی در هلند است که در نوردن‌فلد واقع شده‌است. لئوتینگه‌ولده ۱۵۲ نفر جمعیت دارد.